# Bademester
Bademester, som er en stilligsbetegnelse på en  person, der blandt andet arbejder i svømmehaller, badeanstalter, badelande, idrætscentre og på hoteller.

## Opgaver
Bademesteren holder opsyn med bassinerne og hjælper de besøgende samt udfører livredning og førstehjælp. 
De styrer de tekniske anlæg, kontrollerer badevandets kvalitet, og sørger for, at omgivelserne er rene.
Mens badeassistenter udfører praktisk arbejde, er bademesteren ansvarlig for den daglige drift af anlæggene.

## Uddannelse
Der er ikke krav om nogen egentlig uddannelse på området.
Medarbejderne kan kvalificere sig via en række relevante AMU-uddannelser.

## Ekstern henvisning
- FOA – Bademestre og badeassistenter

| Job | Spire Denne artikel om et job eller en stillingsbetegnelse er en spire som bør udbygges. Du er velkommen til at hjælpe Wikipedia ved at udvide den. |